# 马庄乡 (涞源县)
南马庄乡是中国河北省保定市涞源县下辖的一个乡。

## 行政区划
南马庄乡下辖马庄村、向阳会村、小关城村、望天岭村、桑树堰村、黄柏寺村、桦木沟村、谢台村、范台村、焦树庄村、向阳湾村、狼牙口村、范庄旺村、古道村。